# Theretra phoenix
Theretra phoenix är en fjärilsart som beskrevs av Misk. 1891. Theretra phoenix ingår i släktet Theretra och familjen svärmare. Inga underarter finns listade i Catalogue of Life.